# Duca di Beja

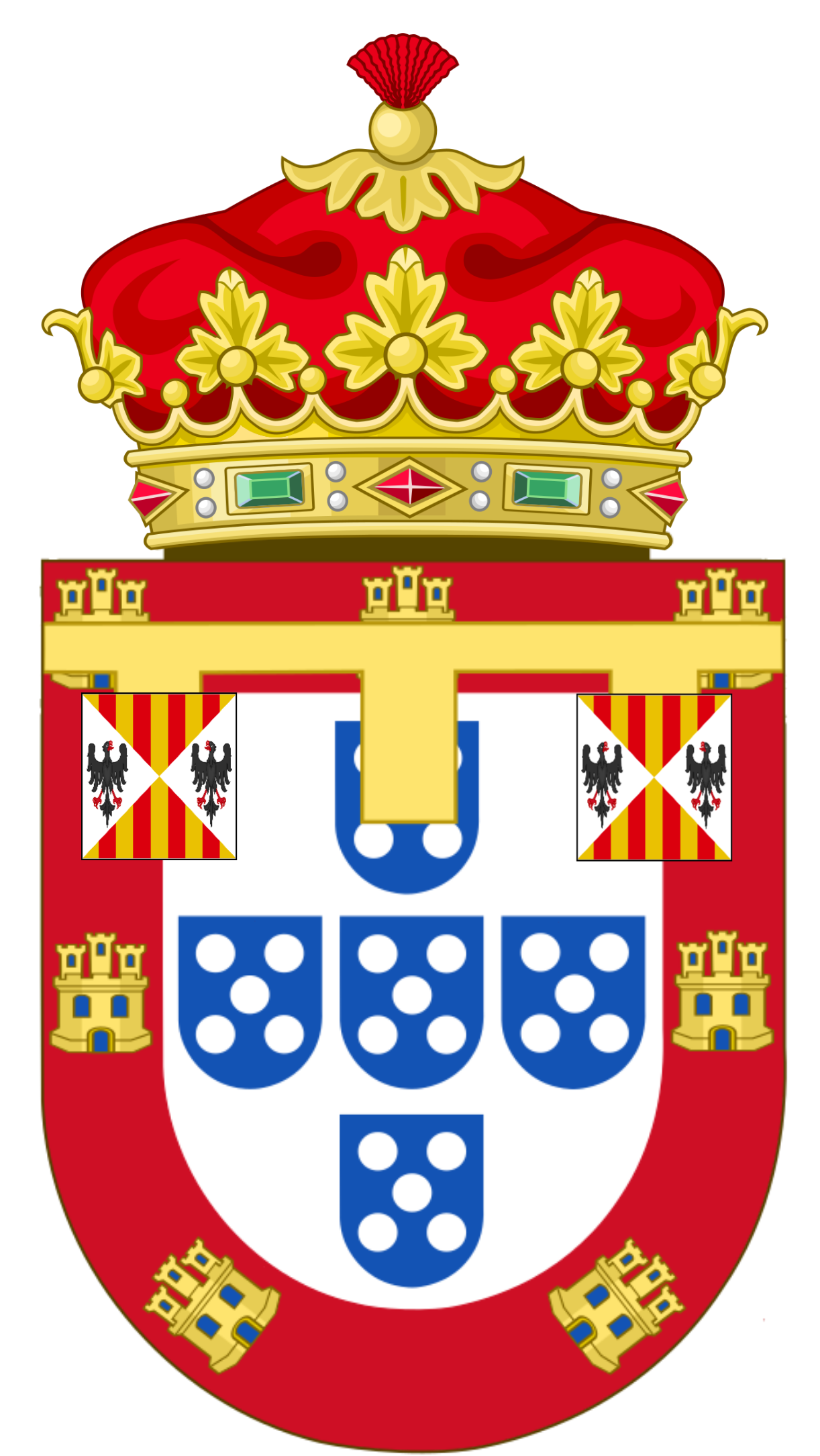
Arma dei Duchi di Beja.

Quello di duca di Beja (in portoghese duque de Beja) fu un titolo nobiliare portoghese associato alla casa reale portoghese, creato nel 1453 da re Alfonso V per il suo fratello minore, l'Infante Ferdinando del Portogallo.
Il suo figlio più giovane divenne re del Portogallo con il nome di Manuele I e fino al XIX secolo questo titolo fu associato al secondo figlio maschio del monarca.
Con la regina Maria II del Portogallo il secondo figlio maschio divenne Duca di Oporto mentre il titolo di duca di Beja fu riservato al terzo figlio maschio.

## Elenco dei duchi di Beja
1. Ferdinando del Portogallo (1433 – 1470), anche 2º duca di Viseu;
2. Giovanni di Viseu, anche 3º duca di Viseu (1448 – 1472), fratello maggiore dell'Infante Ferdinando;
3. Diego di Viseu, anche 4º duca di Viseu (1450 – 1484), 2° figlio maschio dell'Infante Ferdinando;
4. Manuele I di Beja (1469 – 1521), 3° figlio maschio dell'Infante Ferdinando, re del Portogallo con il nome di Manuel I dal 1495 al 1521;
5. Luigi d'Aviz (1506 – 1555), 2° figlio maschio del re Manuele I e padre di Antonio, Priore di Crato;
6. Pietro, duca di Beja (1648 – 1706), re del Portogallo con il nome di Pietro II dal 1683 al 1706;
7. Francesco, duca di Beja (1691 – 1742), 2° figlio maschio del re del Portogallo Pietro II;
8. Don Pietro di Braganza (1717 – 1786), secondo figlio di Giovanni V del Portogallo (1689 – 1750), Infante del Portogallo, principe di Beira e del Brasile, re del Portogallo come Pietro III dopo il matrimonio con la nipote Maria I del Portogallo, figlia di Giuseppe I del Portogallo, fratello di Pietro
9. Don Giovanni di Braganza (1767 – 1826), secondogenito del precedente, Infante e poi re del Portogallo come Giovanni VI
10. Don Miguel de Braganza (1802 – 1866), secondogenito del precedente, Infante e, poi re del Portogallo come Michele I
11. Infante João, duca di Beja (1842 – 1861), 3° figlio maschio della regina del Portogallo Maria II;
12. Manuele di Braganza (1889 – 1932), secondo figlio di Carlo I, Infante e poi re del Portogallo come Manuele II.